# 第84回天皇杯全日本サッカー選手権大会
第84回天皇杯全日本サッカー選手権大会（だい84かい てんのうはいぜんにほんサッカーせんしゅけんたいかい）は、2004年（平成16年）9月17日から2005年（平成17年）1月1日まで開催された天皇杯全日本サッカー選手権大会である。
東京ヴェルディ1969が、8年ぶり5度目（前身の読売クラブ、ヴェルディ川崎時代を含む）の優勝を果たした。

## 概要
この大会より一部レギュレーションが変更になっている。
- 開幕が9月に移行し、高円宮杯全日本ユースサッカー優勝チームへのシード権に替わってJFLシードが3チームとなる。
- 全8回戦制となり、J2クラブは3回戦から、J1クラブは4回戦からのシード出場となった
- 元日の決勝戦では、皇后杯全日本女子サッカー選手権大会決勝戦も合わせて開催している。

## スケジュール
| 1回戦    | 9月23日        | 都道府県代表24チームの出場                        |
| 2回戦    | 9月26日        | 都道府県代表23チーム、JFL、大学シードチームの出場 |
| 3回戦    | 10月10日       | J2チームの出場                                    |
| 4回戦    | 11月13日、14日 | J1チームの出場                                    |
| 5回戦    | 12月12日       |                                                   |
| 準々決勝 | 12月19日       |                                                   |
| 準決勝   | 12月25日       |                                                   |
| 決勝     | 2005年1月1日   | 国立霞ヶ丘競技場陸上競技場                        |

## 出場チーム

### J1リーグ
- 鹿島アントラーズ（21回目）
- 浦和レッドダイヤモンズ（40回目）
- ジェフユナイテッド市原（40回目）
- 柏レイソル（37回目）
- FC東京（11回目）
- 東京ヴェルディ1969（30回目）
- 横浜F・マリノス（27回目）[2]
- アルビレックス新潟（13回目）

- 清水エスパルス（13回目）
- ジュビロ磐田（28回目）
- 名古屋グランパスエイト（28回目）[3]
- ガンバ大阪（24回目）
- セレッソ大阪（36回目）
- ヴィッセル神戸（18回目）
- サンフレッチェ広島F.C（53回目）
- 大分トリニータ（9回目）

### J2リーグ
- コンサドーレ札幌（24回目）
- ベガルタ仙台（11回目）
- 大宮アルディージャ（10回目）
- モンテディオ山形（13回目）
- 水戸ホーリーホック（9回目）
- 川崎フロンターレ（21回目）

- 横浜FC（6回目）
- 湘南ベルマーレ（33回目）
- ヴァンフォーレ甲府（13回目）
- 京都パープルサンガ（22回目）
- アビスパ福岡（13回目）
- サガン鳥栖（13回目）[4]

### JFL
- 大塚製薬（16回目）
- Honda FC（29回目）
- ザスパ草津（2回目）

### 大学
- 駒澤大学（11回目）
- 桃山学院大学（3回目）

### 都道府県代表
- 北海道 札幌大学（19回目）
- 青森県 八戸大学（4回目）
- 岩手県 富士大学（初出場）
- 宮城県 ソニー仙台FC（8回目）
- 秋田県 TDK（11回目）
- 山形県 羽黒高校（初出場）
- 福島県 湯本高校（初出場）
- 茨城県 流通経済大学（2回目）
- 栃木県 栃木SC（7回目）
- 群馬県 群馬FCホリコシ（4回目）
- 埼玉県 ホンダルミノッソ狭山（3回目）
- 千葉県 ジェフユナイテッド市原アマチュア（初出場）
- 東京都 佐川急便東京SC（3回目）
- 神奈川県 東海大学（8回目）
- 山梨県 帝京第三高校（初出場）
- 長野県 長野エルザ（初出場）
- 新潟県 JAPANサッカーカレッジ（5回目）
- 富山県 アローズ北陸（8回目）
- 石川県 松任FC（初出場）
- 福井県 丸岡高校（3回目）
- 静岡県 静岡FC（初出場）
- 愛知県 中京大学（3回目）
- 三重県 四日市大学（初出場）
- 岐阜県 中京高校（初出場）

- 滋賀県 ルネス学園甲賀（2回目）
- 京都府 佐川印刷SC（2回目）
- 大阪府 阪南大学（9回目）
- 兵庫県 セントラル神戸（2回目）[5]
- 奈良県 天理大学（5回目）
- 和歌山県 紀北蹴球団（3回目）
- 鳥取県 SC鳥取（7回目）
- 島根県 FCセントラル中国（初出場）
- 岡山県 三菱自動車水島FC（6回目）
- 広島県 広島経済大学（初出場）
- 山口県 山口県サッカー教員団（6回目）
- 香川県 高松北高校（初出場）
- 徳島県 三洋電機徳島（2回目）
- 愛媛県 愛媛FC（6回目）
- 高知県 高知大学（9回目）
- 福岡県 福岡大学（22回目）
- 佐賀県 佐賀大学（初出場）
- 長崎県 三菱重工長崎（4回目）
- 熊本県 アルエット熊本（5回目）
- 大分県 大分トリニータU-18（2回目）
- 宮崎県 ホンダロック（4回目）
- 鹿児島県 鹿屋体育大学（4回目）
- 沖縄県 FC琉球（初出場）

## 試合

### 1回戦
- 広島経済大学 4 - 0 三洋電機徳島
- SC鳥取 3 - 2 TDK
- 三菱自動車水島 3 - 2 ルネス学園甲賀
- アルエット熊本 5 - 2 三菱重工長崎
- 大分トリニータU-18 1 - 0 富士大学
- 八戸大学 3 - 1 セントラル神戸

- 佐賀大学 2 - 0 羽黒高校
- FC琉球 3 - 0 山口県サッカー教員団
- 高知大学 2 - 1 阪南大学
- ホンダロック 4 - 1 帝京第三高校
- ソニー仙台 6 - 1 丸岡高校
- JAPANサッカーカレッジ 1 - 0 中京高校

### 2回戦
- ソニー仙台 5 - 0 湯本高校
- 佐川印刷SC 2 - 1 三菱自動車水島
- 桃山学院大学 2 - 0 鹿屋体育大学
- 栃木SC 1 - 0 SC鳥取
- FC琉球 1 - 0 福岡大学
- 天理大学 3 - 1 佐賀大学
- 愛媛FC 3 - 0 高知大学
- 東海大学 3 - 2 大塚製薬
- 佐川急便東京SC 2 - 0 流通経済大学
- Honda FC 3 - 2 札幌大学

- 群馬FCホリコシ 2 - 1 ホンダルミノッソ狭山
- 八戸大学 8 - 3 四日市大学
- ザスパ草津 6 - 0 松任FC
- 大分トリニータU-18 2 - 1 紀北蹴球団
- ホンダロック 4 - 1 長野エルザ
- アローズ北陸 2 - 0 広島経済大学
- JAPANサッカーカレッジ 0 - 0(PK4 - 2) ジェフ市原アマチュア
- 中京大学 2 - 1 駒澤大学
- アルエット熊本 2－0 高松北高校
- FCセントラル中国 1 - 1(PK5 - 4) 静岡FC

### 3回戦
- ザスパ草津 1 - 0 桃山学院大学
- 湘南ベルマーレ 1 - 0 八戸大学
- ヴァンフォーレ甲府 1 - 0 ソニー仙台
- 大宮アルディージャ 2 - 1 アローズ北陸
- 群馬FCホリコシ 2 - 1 東海大学
- 横浜FC 4 - 0 大分トリニータU-18
- アビスパ福岡 9 - 1 天理大学
- モンテディオ山形 3 - 2 FC琉球

- サガン鳥栖 2 - 0 栃木SC
- コンサドーレ札幌 2 - １ ホンダロック
- ベガルタ仙台 2 - 0 佐川印刷SC
- 京都パープルサンガ 11 - 2 JAPANサッカーカレッジ
- 川崎フロンターレ 4 - 0 愛媛FC
- 水戸ホーリーホック 4 - 0 アルエット熊本
- Honda FC 8 - 0 FCセントラル中国
- 佐川急便東京SC 3 - 2 中京大学

### 4回戦
11月13日
- 横浜F・マリノス 2 - 1 モンテディオ山形
- ガンバ大阪 3 - 1 サガン鳥栖
- 群馬FCホリコシ 1 - 0 柏レイソル
- 大宮アルディージャ 1 - 0 清水エスパルス
- ジュビロ磐田 3 - 2 佐川急便東京SC

- FC東京 1 - 0 ベガルタ仙台
- 鹿島アントラーズ 1 - 0 水戸ホーリーホック
- 東京ヴェルディ1969 2 - 1 京都パープルサンガ
- 湘南ベルマーレ 3 - 2 アルビレックス新潟

11月14日
- 浦和レッズ 3 - 1 アビスパ福岡
- ザスパ草津 2－1 セレッソ大阪
- コンサドーレ札幌 2v - 1 ジェフ市原
- 川崎フロンターレ 3－2 ヴィッセル神戸

- 横浜FC 1 - 0 サンフレッチェ広島
- 大分トリニータ 2 - 1 ヴァンフォーレ甲府
- 名古屋グランパスエイト 3 - 0 Honda FC

### 5回戦
| 2004年12月12日 13:00 |

| ジュビロ磐田                | 2 - 1 | 群馬FCホリコシ |
| 前田遼一 31分 · 西紀寛 89分 |       | 森陽一 85分    |

| ヤマハスタジアム |

| 2004年12月12日 13:00 |

| 東京ヴェルディ1969            | 2 - 1 | 名古屋グランパスエイト |
| 小林慶行 37分 · 山田卓也 89分 |       | 古賀正紘 87分          |

| 豊田スタジアム |

| 2004年12月12日 13:00 |

| 鹿島アントラーズ                                             | 3 - 2 (延長) | 川崎フロンターレ               |
| ファビオ・ジュニオール 79分 · 野沢拓也 86分 · 中田浩二 104分 |              | 我那覇和樹 6分 · 久野智昭 65分 |

| 茨城県立カシマサッカースタジアム |

| 2004年12月12日 13:00 |

| コンサドーレ札幌 | 1 - 0 | 大分トリニータ |
| 権東勇介 55分    |       |                |

| 熊本県民総合運動公園陸上競技場 |

| 2004年12月12日 13:00 |

| ガンバ大阪                            | 5 - 0 | 横浜FC |
| 大黒将志 27分, 44分, 57分, 78分, 79分 |       |        |

| 愛媛県総合運動公園陸上競技場 |

| 2004年12月12日 13:00 |

| FC東京                                                                                   | 6 - 3 | 大宮アルディージャ                |
| 馬場憂太 1分 · ジャーン 22分 · 58分 (o.g.) · 石川直宏 70分 · ルーカス 80分 · ケリー 88分 |       | 冨田大介 40分 · 高橋泰 65分, 69分 |

| 鹿児島県立鴨池陸上競技場 |

| 2004年12月17日 19:00 |

| 横浜F・マリノス | 1 - 2 (延長) | ザスパ草津                     |
| 奥大介 83分     |              | 宮川大輔 29分 · 依田光正 101分 |

| 仙台スタジアム |

| 2004年12月17日 19:00 |

| 浦和レッズ                          | 3 - 0 | 湘南ベルマーレ |
| 田中達也 10分, 29分 · 長谷部誠 84分 |       |                |

| 岡山県総合グラウンド陸上競技場 |

### 準々決勝
| 2004年12月19日 13:00 |

| ザスパ草津 | 0 - 3 | 東京ヴェルディ1969                         |
|            |       | 林健太郎 2分 · 李康珍 35分 · 平本一樹 56分 |

| 長崎県立総合運動公園陸上競技場 |

| 2004年12月19日 13:00 |

| 鹿島アントラーズ | 0 - 1 | ガンバ大阪 |
|                  |       | 山口智     |

| 鳥取市営サッカー場 |

| 2004年12月19日 13:00 |

| 浦和レッズ                              | 2 - 1 | FC東京        |
| 田中達也 64分 · 三都主アレサンドロ 85分 |       | 石川直宏 62分 |

| 埼玉スタジアム2002 |

| 2004年12月19日 15:00 |

| コンサドーレ札幌 | 0 - 1 (延長) | ジュビロ磐田  |
|                  |              | 川口信男 94分 |

| 香川県立丸亀競技場 |

### 準決勝
| 2004年12月25日 13:06 |

| 東京ヴェルディ1969                            | 3 - 1 | ガンバ大阪    |
| 小林慶行 14分 · 平本一樹 25分 · 米山篤志 58分 |       | 松波正信 82分 |

| 長居スタジアム |

| 2004年12月25日 15:04 |

| ジュビロ磐田                  | 2 - 1 | 浦和レッズ    |
| 藤田俊哉 52分 · 中山雅史 83分 |       | 田中達也 51分 |

| 国立霞ヶ丘競技場陸上競技場 |

### 決勝
決勝に勝ち残ったのは、第76回大会以来8年振りの優勝を目指す東京ヴェルディ1969と、2年連続の決勝進出となったジュビロ磐田。大晦日の大雪も止み、青空の下5万を超える大観衆が詰めかけた中で行われた。
試合は前回決勝進出時のメンバーから大きく若返った東京Vがスピード感あふれるサッカーで試合を押し気味に進める。前半35分、東京VはMF小林大悟のフリーキックからゴール前に飛び出したFW平本一樹がヘディングシュート、ポストに跳ね返ったこぼれ球をFW飯尾一慶が拾ってゴールに押し込み、東京Vが先制する。しかし前半終了間際、東京Vの攻撃の起点となっていたMF小林慶行が2枚目のイエローカードを受けて退場、東京Vは試合の残り45分を10人で戦うことになり、戦術上の問題から先制点を挙げた飯尾を前半終了時にベンチに下げざるを得なくなった。
後半開始時点で磐田はFW中山雅史を投入。早い時間帯での同点を狙いに攻勢に出るが、逆に後半8分、東京VのFW平本が中盤でボールを奪うと、そのままドリブルでゴール前に持ち込んで2点目を挙げ、試合の流れを決定づけた。この後はFW川口信男・MF藤田俊哉と攻撃的選手を次々と投入する磐田の怒濤のパワープレーを、人数をかけてペナルティエリア内を固めた東京Vがしのぐ展開が続き、磐田の攻撃を後半32分の西紀寛の1点のみに押さえた東京Vが8年ぶり5度目、東京移転後は初のタイトル獲得となった。
| 2005年1月1日 13:32 |

| 東京ヴェルディ1969            | 2 - 1 | ジュビロ磐田 |
| 飯尾一慶 35分 · 平本一樹 53分 |       | 西紀寛 77分  |

| 国立霞ヶ丘陸上競技場 観客数: 50,233人 主審: 柏原丈二 |

- この節の出典
  - 高木聖佳「【第84回天皇杯決勝：東京V vs 磐田 レポート】磐田の追撃をしのぎきった東京Ｖ。「名門復活」を印象づけた8年ぶりの優勝」 - J's GOAL 2005年1月1日更新記事
  - 元川悦子「【第84回天皇杯決勝：東京V vs 磐田 レポート】ボールと人が動くサッカーを見せられず、天皇杯連覇を逃した磐田」 - J's GOAL 2005年1月1日更新記事